# Rivas (Nicarágua)
Rivas é uma cidade e município da Nicarágua, situada no departamento de Rivas. Tem 281 km² de área e sua população em 2020 foi estimada em 48.917 habitantes.